# Battaglioni dell'Ordnungspolizei
I battaglioni dell'Ordnungspolizei furono le formazioni militarizzate della polizia tedesca Ordnungspolizei. Durante la seconda guerra mondiale, questi battaglioni furono subordinati alle SS e schierati nelle aree occupate dai tedeschi, in particolare nelle aree della retrovia dell'esercito e nei territori sotto l'amministrazione civile tedesca. Oltre ai distaccamenti dell'Einsatzgruppen e delle Waffen-SS, queste unità furono protagoniste degli omicidi di massa della popolazione ebraica e furono responsabili dei crimini contro l'umanità su larga scala contro la popolazione civile.

## Storia operativa
L'Ordnungspolizei tedesca fu uno strumento chiave dell'apparato di sicurezza della Germania nazista. Nel periodo prebellico, Heinrich Himmler, a capo delle SS, e Kurt Daluege, a capo dell'Ordnungspolizei, cooperarono per trasformare le forze di polizia della Repubblica di Weimar in formazioni militarizzate pronte all'uso per gli obiettivi di conquista e annientamento razziale del regime. Queste unità di polizia parteciparono all'annessione dell'Austria e all'occupazione della Cecoslovacchia.

### Invasione della Polonia

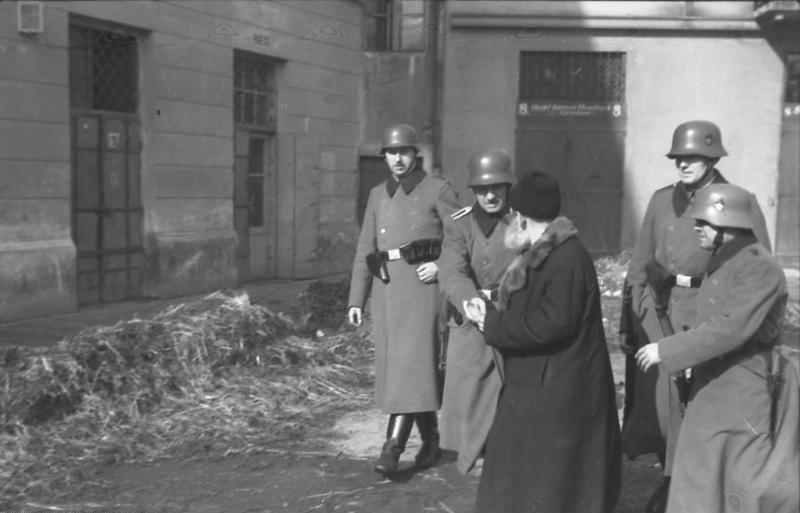
L'Ordnungspolizei conduce un raid nel ghetto di Cracovia nel 1941

Le truppe furono inizialmente organizzate in formazioni delle dimensioni di un battaglione per l'invasione della Polonia, dove furono schierate per scopi di sicurezza e polizia, prendendo anche parte alle esecuzioni e alle deportazioni di massa. Le prime 17 formazioni furono schierate nel settembre 1939 insieme alla Wehrmacht nell'invasione della Polonia. I battaglioni furono di guardia ai prigionieri di guerra polacchi ed eseguirono l'espulsione dei polacchi dal Reichsgau Wartheland sotto la bandiera del Lebensraum. Furono protagonisti anche delle atrocità sia contro i cattolici che contro gli ebrei nell'ambito delle "azioni di reinsediamento". Dopo la cessazione delle ostilità, i battaglioni assunsero il ruolo di forze di sicurezza, pattugliando i perimetri dei ghetti ebraici nella Polonia occupata dai tedeschi, infatti le questioni di sicurezza interna del ghetto erano gestite dalle SS, dalla SD, e dalla Polizia Criminale, in collaborazione con l'amministrazione del ghetto ebraico.

### Invasione dell'Unione Sovietica
Ventitré battaglioni avrebbero dovuto prendere parte all'invasione dell'Unione Sovietica del 1941 nell'ambito dell'Operazione Barbarossa. Nove furono assegnati alle divisioni di sicurezza della Wehrmacht. Due battaglioni furono assegnati a supportare gli Einsatzgruppen, gli squadroni della morte delle SS, e l'Organizzazione Todt, il gruppo di costruzione militare. Dodici furono raggruppati in reggimenti, tre battaglioni ciascuno, e designati come Reggimenti di Polizia Centro, Nord, Sud e Reggimenti di Polizia con Compiti Speciali. Gli obiettivi dei battaglioni di polizia furono di proteggere le retrovie eliminando i resti delle forze nemiche, sorvegliando i prigionieri di guerra e proteggendo le linee di comunicazione e le strutture industriali catturate. Le loro istruzioni includevano anche, come ha affermato Daluege, il "combattimento di elementi criminali, soprattutto politici".
Composti da circa 550 uomini ciascuno, i 300 battaglioni numerati furono raccolti tra le reclute mobilitate negli anni 1905-1915. Furono guidati da professionisti della polizia in carriera, intrisi dell'ideologia del nazismo, istruiti all'antisemitismo e all'antibolscevismo. I reggimenti e i battaglioni furono posti al comando di poliziotti in carriera. Quando le unità attraversarono il confine tedesco-sovietico, passarono sotto il controllo del SS- und Polizeiführer nelle rispettive aree delle retrovie del gruppo dell'esercito.

## Unità

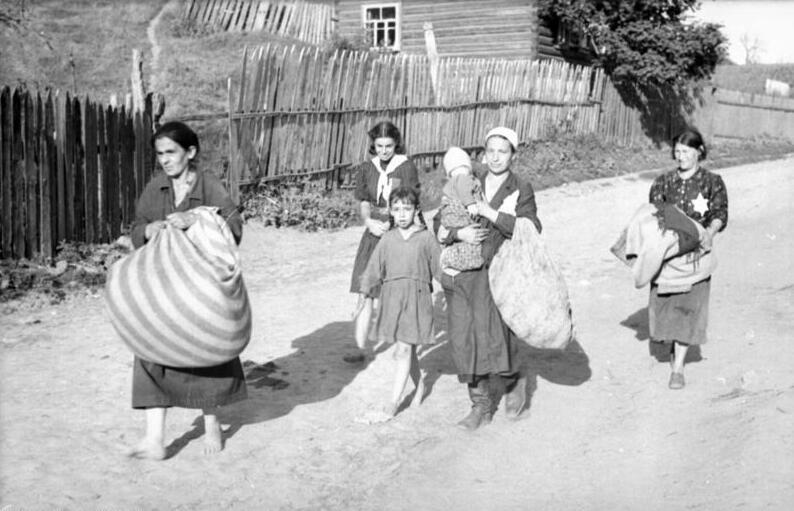
Fotografia di propaganda della Wehrmacht delle donne ebree a Mogilev nel luglio 1941. Gli ebrei di Mogilev furono assassinati dal battaglione di polizia 322 nell'ottobre 1941.

### Battaglioni regolari di polizia
- Battaglione di polizia 9 (aggregato alle Einsatzgruppen)
- Battaglione di polizia 45
- Battaglione di polizia 303
- Battaglione di polizia 304
- Battaglione di polizia 307
- Battaglione di polizia 309
- Battaglione di polizia 314
- Battaglione di polizia 315
- Battaglione di polizia 316
- Battaglione di polizia 320
- Battaglione di polizia 322

### Battaglioni di riserva di polizia
- Riserva di polizia battaglione 101

## Conseguenze
L'Ordnungspolizei nel suo insieme non fu dichiarata un'organizzazione criminale dagli Alleati, a differenza delle SS, e i suoi membri furono in grado di reintegrarsi nella società in gran parte indisturbati, con molti che tornarono alle carriere di polizia in Austria e Germania occidentale.

### Approfondimenti
- Geoffrey P. Megargee (a cura di), Encyclopedia of Camps and Ghettos, 1933–1945, II, Bloomington, Indiana University Press, 2009, ISBN 978-0-253-35328-3.
- (EN) Ian Rich, Holocaust Perpetrators of the German Police Battalions: The Mass Murder of Jewish Civilians, 1940-1942, Bloomsbury Publishing, 2018, ISBN 978-1-350-03804-2.
- Wolfram Wette, The Wehrmacht: History, Myth, Reality, Cambridge, Harvard University Press, 2007, ISBN 9780674025776.